# Formato de compresión AFA
En informática, AFA o afa es un formato de almacenamiento sin pérdida, utilizado para la compresión de datos, cifrado y ocultación de datos como imágenes, programas o documentos.
Para este tipo de archivos se utiliza generalmente la extensión ".afa".
Astrotite, mantenido por www.fantiusen.com, se usa para comprimir, descomprimir y reparar ficheros AFA en Microsoft Windows , Linux o Mac OS X).

## Historia
El formato AFA fue creado originalmente por Vicente Sánchez, fundador de Fantiusen Software, como una mejora del formato .AST2 y del .AST usado en versiones iniciales de Astrotite y solventar las limitaciones que estos formatos presentaban (imposibilidad de trabajar con ficheros mayores de 2Gb y sin soporte unicode).

## Información técnica
AFA es un formato de fichero propietario y por eso no hay demasiada información técnica. Por ahora se sabe que los ficheros .AFA almacenan los datos de los archivos de forma múltiple y siempre cifrada (aunque el usuario no aporte una contraseña). También incluye dos sistemas para evitar la corrupción de datos y su posterior recuperación en caso de fallo de los datos.
Si bien el formato AFA comprime al mismo rango que otros compresores similares ZIP o RAR, tiene una velocidad de compresión y descompresión varias veces superior al utilizar de forma más eficiente los multiprocesadores. También permite comprimir en varios ficheros .AFA el contenido según un límite de tamaño (multipartes).

## Otros
- Los ficheros AFA pueden ser comprimidos y descomprimidos con el programa Astrotite.
- Los ficheros AFA se pueden reparar de forma offline (desconectado de Internet) por medio de una opción llamada Rathizador en el propio programa Astrotite.[5]
- Los ficheros AFA se pueden reparar de forma en línea (conectado de Internet) por medio de un programa llamado AstroA2P. Este programa utiliza una red privada de reparación de archivos que baja las partes del archivo .AFA que han sido dañadas (si se dispone del hash del archivo (A2PCod, A2PLink), bajara el archivo completo).[6]